# Murray Rothbard
Murray Newton Rothbard (New York, 2 marzo 1926 – New York, 7 gennaio 1995) è stato un economista, filosofo, politico, giornalista, storico e teorico giusnaturalista statunitense, esponente principale dell'anarco-capitalismo, del quale fu il più importante ideatore.
Autore prolifico, poliedrico, e vero e proprio emblema del libertarismo americano, partendo da concetti individualisti e basandosi su presupposti di tipo etico, ha combattuto con teorie precise ed esemplificazioni ogni entità statale, proponendo a più riprese la nascita spontanea di ordini policentrici basati sulla proprietà privata e il libero mercato. Si occupò anche di revisionismo storiografico.
Allievo di Ludwig von Mises, viene collocato tra i principali esponenti degli economisti neo-austriaci americani.

## Biografia

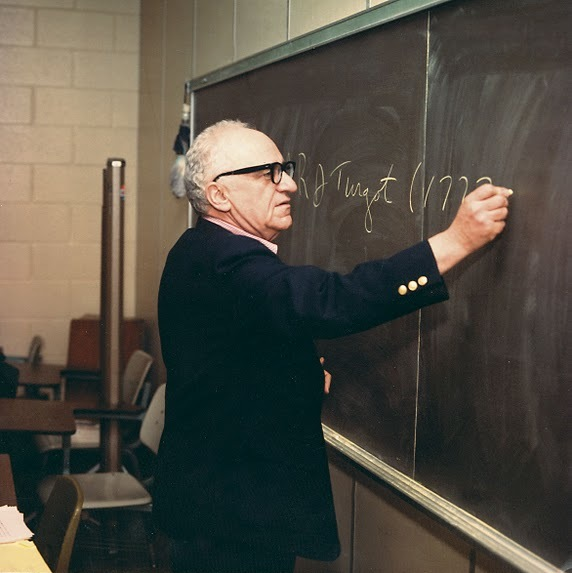
Murray Rothbard tiene una lezione accademica

Figlio di due ebrei dell'Europa orientale, David e Rae Rothbard, cresciuto nel quartiere newyorkese Bronx (diceva spesso di essere cresciuto in un ambiente familiare caratterizzato da una forte cultura marxista), è stato il maggior interprete della teoria libertariana e dell'anarco-capitalismo. Laureato in matematica (1945) e storia economica (1956) alla Columbia University, è stato allievo di Ludwig von Mises alla New York University. Si sposò a New York il 16 febbraio 1953 con JoAnn Schumacher.
Alla fine degli anni cinquanta conobbe Ayn Rand, altra importante figura del libertarianismo newyorkese, con la quale ebbe una collaborazione. La rottura fu assai drammatica ed egli offrì una rilettura in termini ironici nel breve testo teatrale intitolato Mozart was a red. Dopo che Rothbard lasciò, con altri, il movimento oggettivista da lei fondato, Rand li definì «hippie libertari che subordinano la ragione ai capricci e sostituiscono il capitalismo con l'anarchismo», invitando i suoi lettori a non unirsi a loro.
Tra il 1965 e il 1968 fu a capo della rivista libertarian Left and Right: A Journal of Libertarian Thought. Dal 1966 ha insegnato matematica presso il Politecnico di Brooklyn, ora conosciuto come Politecnico di New York. Nel 1969 fondò la rivista The libertarian Forum che venne pubblicata fino al 1984 e infine nel 1977 fondò la sua rivista di maggior successo, Journal of Libertarian Studies, della quale fu editore fino alla sua morte, avvenuta nel 1995. Dal 1986 è stato chiamato a ricoprire la carica di Distinguished Professor di economia presso l'Università del Nevada a Las Vegas.

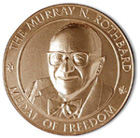
Murray Rothbard raffigurato su una medaglia

Tra gli anni settanta e gli anni ottanta ha avuto un ruolo fondamentale nella creazione del Libertarian Party americano, appoggiò nel 1980 la candidatura alla presidenza degli Stati Uniti di Ed Clark; nel 1977 sostenne Edward H Crane III nella creazione del Cato Institute, una delle più importanti istituzioni libertarie del mondo, è stato vicepresidente del Ludwig von Mises Institute, cofondatore del Center for Libertarian Studies, redattore della "Rewiev of Austrian Economics", ha scritto molte opere fondamentali del liberalismo classico e del libertarianismo novecenteschi. Morì a New York a causa di un infarto a 68 anni, lasciando la moglie JoAnn Schumacher.
Tra i suoi lavori maggiori: Man, Economy and State (1962), Power and Market (1970), For A New Liberty (1973), The Ethics of Liberty (1982), Economic Thought before Adam Smith (1994) e Classical Economics (1995). La sua bibliografia spazia dalla teoria economica al diritto, dalla filosofia politica alla storia, dalla scienza politica alla metodologia delle scienze sociali.
La comprensione del pensiero di Rothbard non può prescindere dai suoi saggi storici che hanno trattato soprattutto di storia economica, ma anche delle vicende politiche delle colonie Nordamericane e della successiva Rivoluzione americana descritte analiticamente nella monumentale opera in quattro volumi Conceived in Liberty. L'opera è importante per capire il pensiero di Rothbard perché in essa viene descritta l'America coloniale come esemplare esperimento di grande successo di una società priva di gestione centralizzata.

## La scuola austriaca
La scuola austriaca nacque nel 1871, quando Carl Menger pubblicò Principles of economics.
La scuola economica austriaca sostiene che l'unica teoria economica valida debba derivare logicamente dai principi basilari dell'azione umana, da cui deriva anche la sua adesione all'individualismo metodologico.
Proprio da questo sistema logico a priori ed empirico, chiamato dagli economisti austriaci prasseologia, nacquero una serie di assiomi, tra i quali i più importanti sono:
- Gli atti umani sono decisi
- L'uomo preferisce il tanto al poco
- L'uomo preferisce ricevere troppo presto che tardi
- Ogni parte cerca benefici per se stessa ex ante

La scuola austriaca è contraria al socialismo, e più in generale all'intervento statale nell'economia, inclusi tutti i tipi di politiche keynesiane.
Eugen von Böhm-Bawerk, un collega di Menger, fu tra i primi a pubblicare apertamente profonde critiche al socialismo, nel suo trattato The Exploitation Theory of Socialism-Communism. Successivamente fu Friedrich Hayek a criticare aspramente ogni socialismo, nella sua pubblicazione del 1944, The Road to Serfdom.

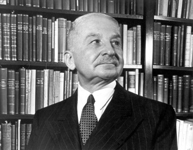
Ludwig von Mises

Un altro autore molto importante della scuola austriaca è certamente Ludwig von Mises, che con la sua pubblicazione fondamentale, Human Action, pubblicata nel 1949 e poi rivisitata quattro volte, ha espresso chiaramente tutto il pensiero della scuola austriaca, partendo dalla prasseologia.
Rothbard, che fu studente di Mises, fu il primo e il più influente filosofo ad unire i concetti della scuola austriaca al classical liberalism e alla tradizione anarchica individualista americana, creando l'anarco-capitalismo e introducendo per la prima volta il termine libertarian riferito positivamente al capitalismo.
Rothbard era un economista teorico professionista, con una solida conoscenza delle stesse teorie da lui più distanti, ma era anche uno storico e un filosofo. Da giovane si considerava appartenente alla Old Right, ossia a quella corrente politica molto critica nei confronti del New Deal e della politica estera interventista americana.
Quando questo interventismo aumentò anche nel Partito Repubblicano, creò un gruppo anti-imperialista aperto a collaborazioni con la sinistra, facendosi poi sostenitore del Libertarian Party.
In Power and Market, proprio Rothbard fu il primo autore a dividere l'intervento statale in economia in tre tipi:
1. Autistic intervention (intervento autistico)
2. Binary intervention (intervento binario)
3. Triangular intervention (intervento triangolare)

Si può quindi certamente considerare l'autore americano come uno dei più influenti e importanti esponenti della scuola austriaca.

## L'anarco-capitalismo di Rothbard
(M. N. Rothbard, What Has Government Done to Our Money? (1963), Ludwig Von Mises Institute, ISBN 0-945466-44-7)
(Murray N. Rothbard)
Murray Rothbard è certamente da considerare il più importante esponente nonché capostipite dell'anarco-capitalismo.
Partendo dagli insegnamenti del suo più importante maestro, Ludwig von Mises, soprattutto dal capolavoro dell'economista austriaco, "Human Action", ha costruito una tesi, a detta dei libertari l'unica tesi realizzabile, che prevede l'eliminazione dell'istituzione stato, intrinsecamente violenta secondo Rothbard, sostenendo la naturale creazione di ordini policentrici basati sulla proprietà privata.

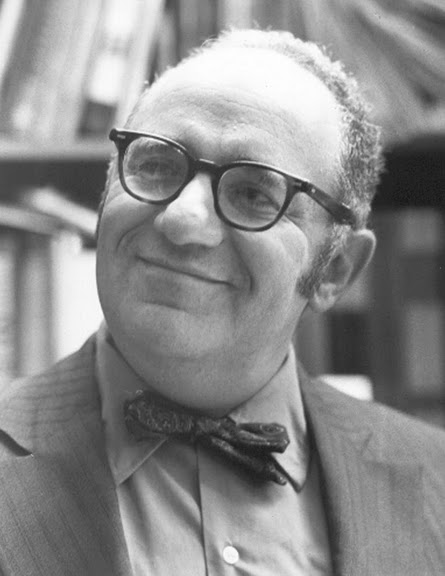
Rothbard negli anni '70

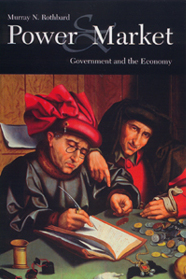
Copertina de Power and market, 1970

L'anarco-capitalismo rothbardiano poggia le sue basi sul principio di non aggressione, su un radicale individualismo, su un libero mercato totalmente svincolato da interventi statali e soprattutto sul giusnaturalismo, in particolar modo di stampo lockiano e tomista.

Sicuramente altri autori fondamentali per Rothbard, oltre a quelli già citati della Scuola austriaca, sono due importanti anarco-individualisti americani del XIX secolo, Lysander Spooner e lo stirneriano Benjamin Tucker. Proprio in merito ai due importanti anarchici americani Rothbard disse: 
Rothbard pubblicò le basi morali della sua teoria in For a new liberty (1972) e in The ethics of liberty (1982); per quanto riguarda la pura teoria economica il libro più importante è sicuramente Power and market (1970). A detta di molti il libro più completo, la summa del pensiero rothbardiano, è certamente The ethics of liberty.
In queste opere possiamo trovare il punto più alto del pensiero anarco-capitalista, ossia giustificazioni morali di tale assetto (con conseguente immoralità dello Stato), codice morale che dovrebbe essere la base di tale società, fino all'efficacia del sistema capitalista senza interventi statali, anche in settori ritenuti comunemente monopoli naturali, come giustizia e protezione.
In The ethics of liberty  (letteralmente Le etiche della libertà, tradotto come L'etica della libertà) Rothbard sostiene il diritto a trattenere il 100% dei propri sforzi e della proprietà, come unico principio compatibile con l'etica universale e il codice libertario.
Proprio da questa teoria della proprietà, ossia proprietà assoluta del proprio corpo e dei frutti del proprio lavoro intesa come diritto intoccabile, nacque il cosiddetto assioma di non aggressione.
Rothbard arrivò quindi a definire le tasse come un furto legalizzato, la coscrizione come la schiavitù moderna e le guerre di Stati come terrorismo, inoltre si oppose a qualsiasi obbligo di cura e a qualsiasi moralità statale.
Bisogna anche sottolineare l'esistenza di un'altra visione dell'anarco-capitalismo, una visione utilitaristica, data da David Friedman (figlio di Milton). Questa visione gradualista, prevede prima l'accettazione da parte dell'intera società del codice legale libertario, successivamente un processo di privatizzazione dei settori controllati dallo Stato, fino ad arrivare alla privatizzazione del diritto, quindi all'abolizione dello Stato stesso (teoria esposta in The machinery of freedom, 1973) e la costruzione di piccole unità dette "privatopie", presenti anche nel pensiero rothbardiano.
A detta di Rothbard la prima teorizzazione in epoca moderna dell'anarco-capitalismo la possiamo trovare in De la production de la sécurité (in inglese, 'The Production of Security'), un'opera di Gustave de Molinari, pubblicata nel 1849.

### Tattiche
Rothbard criticava aspramente il "delirante nichilismo" dei left libertarian, ma allo stesso tempo criticava i right libertarian che si accontentavano della sola educazione per abbattere lo Stato.
Rothbard riteneva necessario che i libertari, per ottenere la tanto agognata libertà, debbano utilizzare tattiche che non rientrano nella moralità comune, ma certamente di sicuro effetto, che non trasgrediscano le norme morali libertarie. Un esempio può essere la disobbedienza civile in ambito fiscale, ossia il rifiuto di pagare le tasse.

## Punizione e proporzionalità
Merita certamente un capitolo a parte la teoria "giudiziaria" libertaria, in special modo dal punto di vista rothbardiano. Essa è una tipica giustizia retributiva, benché si trovino anche giustificazioni di deterrenza.
Partendo dal già citato assioma di non aggressione, Rothbard e il libertarianismo ritengono che la punizione per l'aggressore sia la perdita proporzionale di diritti inflitta alla vittima, vediamo cosa implica nella pratica.
Innanzitutto il principio di proporzionalità chiarisce quale sia la massima pena, che non necessariamente sarà quella inflitta. Infatti nella società libertariana vi saranno solo due parti in causa, la vittima e il presunto aggressore, in quanto non esisterebbero reati contro una presunta società, di conseguenza sparirebbero figure come il Procuratore della Repubblica.
In breve si può dire che il principio di proporzionalità deciderebbe la pena sanzionabile massima, sarà poi la vittima o i suoi eredi a decidere la pena da attuare, ovviamente entro i limiti dati, come potrebbe decidere di commutare la pena in un'ammenda.
In pratica la pena non avrebbe scopi di deterrenza o reinserimento come oggi nella maggioranza degli ordinamenti, ma fungerebbe semplicemente da risarcimento morale o materiale.
In merito alla pena di morte Rothbard scrisse:
(The Ethics of Liberty, 1982)

## Controversie in ambito libertario e accuse di populismo
Parziali critiche a questa visione del diritto (in particolare alla grande discrezionalità - che va dalla morte del reo all'ammenda o perfino al perdono immediato - che Rothbard concede alla vittima o al suo familiare) furono espresse in ambito libertario da Robert Nozick.
Motivo di frizione con Ayn Rand fu invece la negazione del ruolo della religione nella filosofia della scrittrice di origine russa, e il fatto che la fondatrice dell'oggettivismo definiva gli anarcocapitalisti seguaci di Rothbard, formatosi ai seminari randiani, come degli «hippie libertari che subordinano la ragione ai capricci e sostituiscono il capitalismo con l'anarchismo», invitando i suoi lettori a non unirsi a loro..

### Rothbard populista (1989-1992)
Negli ultimi anni, fino quasi alla sua morte nel 1995, Rothbard si avvicinò al populismo di destra e all'area del conservatorismo americano, passando per il paleolibertarianismo, suscitando in ambito libertariano e non solo un certo scalpore, per il posizionamento molto più conservatore rispetto all'Old Whig burkiana di autori come Friedrich von Hayek.

Ciò lo porta ad allontanarsi nel 1989 dal Partito Libertario e a proporre, assieme a Lew Rockwell, addirittura un'alleanza al paleoconservatore Pat Buchanan nel 1992, in quanto secondo lui occorreva abbandonare il classico bacino minoritario e controculturale del LP per avvicinarsi al common man repubblicano; in questo ambito vide di buon occhio anche l'ascesa locale dell'ex leader del Ku Klux Klan della Louisiana, il nazionalista bianco e antisemita David Duke in quanto secondo lui anti-elitario. Oltre ai classici argomenti libertari pro-difesa personale e taglio della spesa pubblica, propose nel programma populista del '92 l'eliminazione delle quote razziali, l'avversione al movimento dei diritti civili, l'attacco alle banche, l'eliminazione dei vagabondi e dei senzatetto dalle strade (ritenendo che fossero privilegiati dal welfare e in caso contrario si sarebbero integrati quali membri produttivi), il sostegno ai valori tradizionali della famiglia, la possibilità di introdurre la religione nelle scuole (talvolta appoggiandosi alla dottrina sociale della Chiesa), un nazionalismo isolazionista, e un programma contro la criminalità con il potenziamento dei poteri della polizia (fino a consentire la giustizia sommaria) in contrasto non solo con i liberal ma anche con la politica dei diritti individuali del LP e anche di politici costituzionalisti non-progressisti come Ron Paul: 
(Murray N. Rothbard, Populismo di destra)
La distinzione "left" e "right" libertarian elaborata negli anni novanta da Rothbard con Rockwell con l'ideazione del paleolibertarismo mutò profondamente lo spettro politico libertariano americano e in particolare la definizione di "right libertarian" sino ad allora caratterizzante lo spettro politico rothbardiano e libertario in generale. Rothbard arrivò a definire i paleolibertariani come i veri "right" libertarian (in realtà a tutti gli effetti "right wing" libertarian tenendo presente l'intero mondo libertario americano) rispetto all'intero spettro libertariano americano "right" sino ad allora presente (comprendente i miniarchici del Partito Libertario statunitense da lui stesso fondanto e in seguito abbandonato per la svolta paleoliberaria, i libertari neutrali o moderati e gli agoristi) definito genericamente e non senza una certa strumentalità come "left".
In questo caso tale spettro politico paleolibertariano non va confuso con un'ulteriore suddivisione/spettro in termini di libertà di mercato presente nelle correnti del libertarianismo americano con gli agoristi.
Questi ultimi superano "a destra" per coerenza all'anarco-capitalismo e per libertà di mercato i paleolibertari (nonostante gli agoristi vengano definiti "left" libertarian nello spettro rothbardiano-konkiniano antecedente alla svolta paleolibertaria di Rothbard, non necessariamente però in riferimento alle tematiche dei diritti civili e della bioetica) per il loro rifiuto della partecipazione politica (non disdegnata invece dai paleolibertari).
Rothbard si schierò anche contro gli avversari della guerra alla droga come il già criticato liberista della scuola di Chicago Milton Friedman.
Molti classici libertari, anarcocapitalisti e neolibertari condannarono la svolta Old Right di Rothbard, alcuni ne appoggiarono certe istanze, come il non-interventista Justin Raimondo.

## Critiche verso Keynes e Bentham

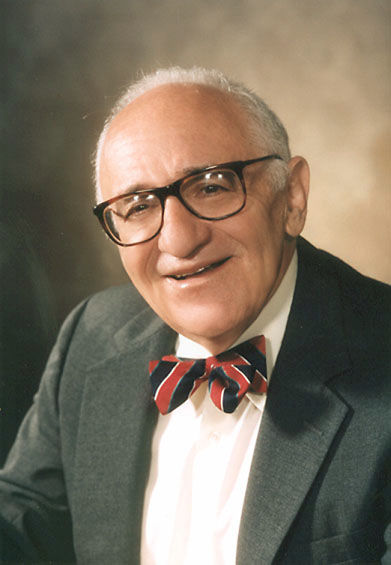
Murray N. Rothbard in età avanzata

Rothbard fu un forte critico dell'economista inglese John Maynard Keynes e della sua politica economica che prevede l'intervento dello stato per rilanciare l'economia nei periodi di crisi. Scrisse un libro biografico su di lui in cui contestualizzava le critiche con riferimenti alla sua carriera e alla sua vita privata.
Un altro autore molto criticato da Rothbard fu il filosofo utilitarista Jeremy Bentham, al quale dedicò un capitolo della sua storia del pensiero economico An Austrian Perspective on the History of Economic Thought intitolato Jeremy Bentham: The Utilitarian as Big Brother.

## Economisti e mercato
Un intero capitolo di Power and market venne dedicato da Rothbard al ruolo dell'economista nella vita pubblica. Sottolineò le differenze di funzioni che esistono tra gli economisti in un'economia di mercato libero, e gli economisti in una società caratterizzata da un mercato ostacolato da interventi statali.
Alla domanda "Che ruolo svolge un economista in una società caratterizzata da un libero mercato non ostacolato da interventi statali?", Rothbard rispose così: "L'economista potrà cercare di spiegare i funzionamenti dell'economia di mercato (compito importante, specialmente se rivolto a persone non conoscitrici dell'argomento, le quali considerano il mercato, erroneamente, un caos assoluto), ma non potrà fare altro."
Un altro punto importante che viene analizzato in Power and market riguarda il ruolo della matematica nella teoria economica. Rothbard rifacendosi a Mises sostiene che i modelli matematici usati dagli economisti sono fallaci perché "il modello matematico in ingegneria fornisce le esatte dimensioni quantitative - in una miniatura proporzionale - del mondo reale. Nessun modello economico può fare qualcosa del genere". Inoltre la pretesa degli economisti matematici di saper prevedere l'economia può essere smontata con una semplice domanda: "se sapete prevedere così bene, perché non lo fate sul mercato azionario dove le previsioni precise danno luogo a lauti guadagni?".

## Rothbard allievo e maestro

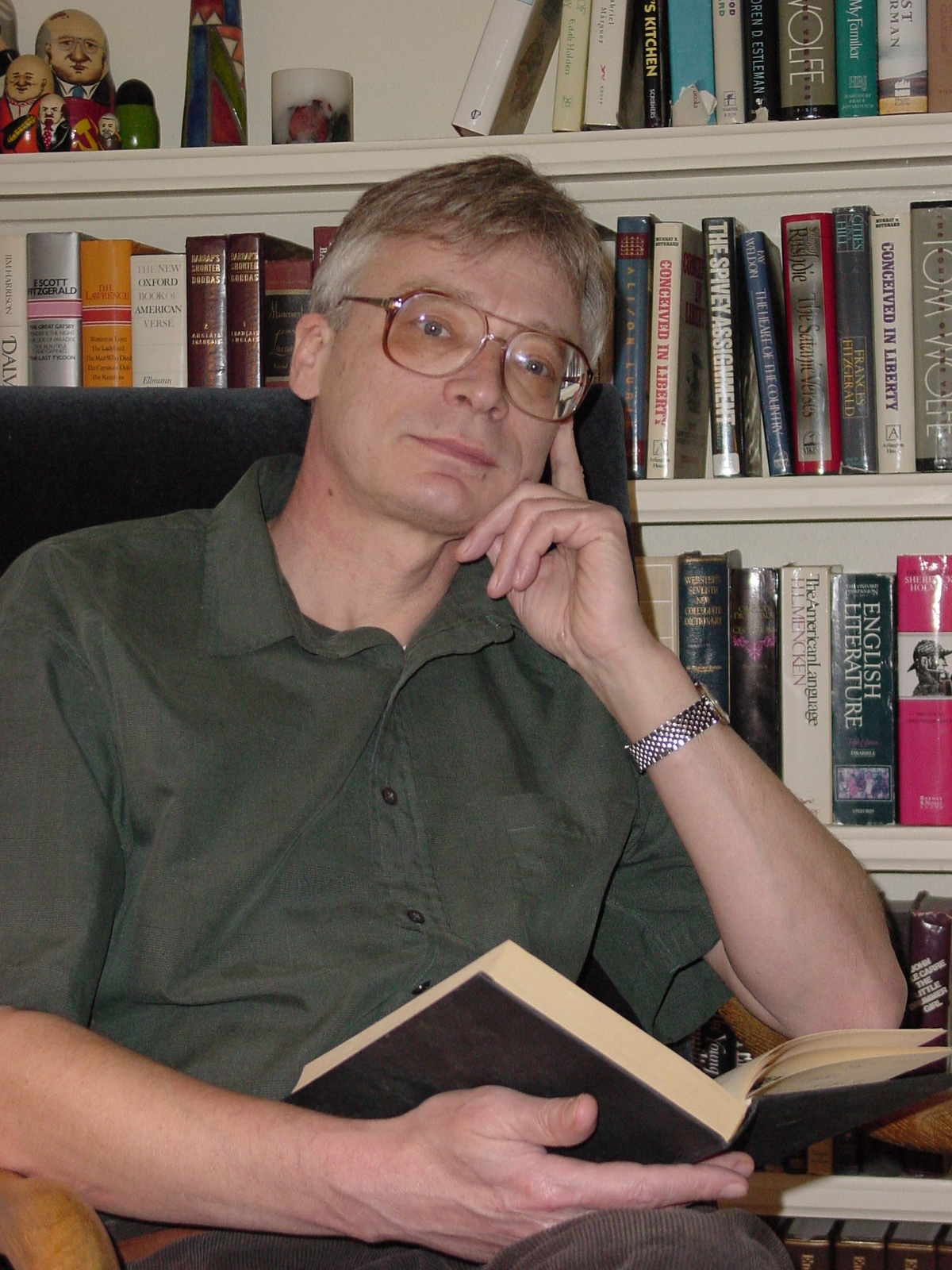
Hans-Hermann Hoppe, uno dei maggiori "allievi" di Rothbard

Murray Rothbard fu sicuramente un autore molto eclettico, le sue pubblicazioni spaziano dalla teoria economica, alle teorie sociali fino all'etica, e certamente ebbe molta influenza e molto carisma sui suoi studenti (ovviamente non solo scolastici), i quali oggi sono diventati i maggiori esponenti dell'anarco-capitalismo nel mondo.
Tra essi dobbiamo certamente menzionare Hans-Hermann Hoppe, David Friedman, Lew Rockwell, Justin Raimondo, Walter Block, Samuel Edward Konkin III e l'italiano Carlo Lottieri.
Allo stesso tempo bisogna sottolineare gli autori che ebbero maggiore influenza sulla crescita culturale di Murray Rothbard.
Tra questi troviamo da un punto di vista filosofico Aristotele, Tommaso d'Aquino, Laozi e John Locke,certamente dal punto di vista economico troviamo i liberali francesi del XIX secolo, Gustave de Molinari e Frédéric Bastiat su tutti, per arrivare ai veri e propri maestri di Rothbard, ossia gli economisti austriaci, Carl Menger, Eugen von Böhm-Bawerk e ovviamente Ludwig von Mises.

## Opere

### Opere di Murray N. Rothbard
- Man, Economy, and State. 1962
- The Panic of 1819 (PDF). 1962
- America's Great Depression, 1963
- What Has Government Done to Our Money?. 1963 edizione originale inglese
- Left and Right: The Prospects for Liberty. 1965
- Economic Depressions: Causes and Cures, 1969
- Power and Market. 1970  (trad. it. di Lorenzo Maggi, Potere e mercato. Lo Stato e l'economia, IBL Libri, 2017)
- Education: Free and Compulsory, 1972
- Left and Right, Selected Essays 1954-65, 1972
- For a New Liberty: The Libertarian Manifesto. 1973 (tr. it Per una nuova libertà. Il manifesto libertario, Introduzione di Luigi Marco Bassani, Macerata: Liberilibri 2004²)
- The Essential von Mises, 1973
- The Case for the 100 Percent Gold Dollar. 1974
- Egalitarianism as a Revolt Against Nature and Other Essays. URL consultato il 16 gennaio 2018 (archiviato dall'url originale il 14 giugno 2008). 1974
- Conceived in Liberty, 1975
- Individualism and the Philosophy of the Social Sciences, 1979
- The Ethics of Liberty, 1982 (tr. it. L'etica della libertà, a cura di Luigi Marco Bassani, Liberilibri 1996, rist. 2000)
- The Mystery of Banking (PDF). 1983
- Ludwig von Mises: Scholar, Creator, Hero, 1988
- Freedom, Inequality, Primitivism, and the Division of Labor. 1991
- The Case Against the Fed (PDF). 1994
- An Austrian Perspective on the History of Economic Thought. URL consultato il 13 ottobre 2017 (archiviato dall'url originale il 15 aprile 2010). 1995
- Wall Street, Banks, and American Foreign Policy (PDF). 1995
- Making Economic Sense, 1995
- Logic of Action, 1997
- The Austrian Theory of the Trade Cycle and Other Essays
- Irrepressible Rothbard: The Rothbard-Rockwell Report Essays of Murray N. Rothbard. URL consultato il 16 gennaio 2018 (archiviato dall'url originale il 23 febbraio 2008). 2000
- History of Money and Banking in the United States (PDF). 2005
- The Complete Libertarian Forum (2 vol.). 2006
- Economic Controversies, 2007
- The Betrayal of the American Right (PDF). 2007

### Opere su Murray N. Rothbard
- The Essential Rothbard di David Gordon, 2007
- An Enemy of the State: The Life of Murray N. Rothbard di Justin Raimondo, 2000